# 1977年の読売ジャイアンツ
1977年の読売ジャイアンツでは、1977年における読売ジャイアンツの動向をまとめる。
この年の読売ジャイアンツは、長嶋茂雄監督の3年目のシーズンである。

## 概要
中日との開幕戦を王貞治の満塁本塁打で快勝したチームは開幕4連勝、さらに4月13日から8連勝をマーク。連勝中の19日に阪神との直接対決を制し首位に立つと、以後一度も首位を明け渡さず独走状態となり、王がハンク・アーロンの通算本塁打数に並んだ8月31日の時点で2位ヤクルトに12ゲーム差を付け、ファンの関心はペナントよりも王の「世界記録更新」に集中した。そして9月3日、王はヤクルト戦で通算756号本塁打を放ち「通算本塁打世界新記録」を達成。チームは移動日の9月23日にリーグ2連覇が決定、最終的にヤクルトに15ゲーム差を付ける圧勝だった。この年2位のヤクルトには19勝7敗と大きく勝ち越し、中日には17勝8敗1分と貯金34のうち21を両球団から稼いだ。日本シリーズは2年連続で上田利治監督率いる阪急との対戦となったが、第4戦で簑田浩二の好走塁をきっかけに逆転負けを喫し流れを失うと、翌日の第5戦も落とし1勝4敗で敗退、またも阪急の軍門に下った。投手陣は10年目の新浦壽夫が先発・抑え兼任で防御率1位と最高勝率を、5年目の小林繁が沢村賞を、倉田誠との交換でヤクルトから移籍の浅野啓司は中継ぎの柱としてカムバック賞をそれぞれ受賞した。

## チーム成績

### レギュラーシーズン
| 1 | 中 | 柴田勲   |
| 2 | 二 | 土井正三 |
| 3 | 左 | 張本勲   |
| 4 | 一 | 王貞治   |
| 5 | 三 | 高田繁   |
| 6 | 右 | 柳田真宏 |
| 7 | 遊 | 河埜和正 |
| 8 | 捕 | 吉田孝司 |
| 9 | 投 | 堀内恒夫 |

| 順位 | 4月終了時 | 4月終了時 | 5月終了時 | 5月終了時 | 6月終了時 | 6月終了時 | 7月終了時 | 7月終了時 | 8月終了時 | 8月終了時 | 9月終了時 | 9月終了時 | 最終成績 | 最終成績 |
| ---- | --------- | --------- | --------- | --------- | --------- | --------- | --------- | --------- | --------- | --------- | --------- | --------- | -------- | -------- |
| 1位  | 巨人      | --        | 巨人      | --        | 巨人      | --        | 巨人      | --        | 巨人      | --        | 巨人      | --        | 巨人     | --       |
| 2位  | 阪神      | 3.5       | 阪神      | 4.5       | ヤクルト  | 5.0       | ヤクルト  | 7.5       | ヤクルト  | 12.0      | ヤクルト  | 13.0      | ヤクルト | 15.0     |
| 3位  | 大洋      | 4.5       | 大洋      | 6.0       | 阪神      | 5.5       | 阪神      | 7.5       | 阪神      | 15.5      | 中日      | 17.5      | 中日     | 15.5     |
| 4位  | ヤクルト  | 4.5       | ヤクルト  | 7.0       | 大洋      | 8.5       | 大洋      | 11.0      | 中日      | 16.0      | 阪神      | 21.0      | 阪神     | 21.0     |
| 5位  | 中日      | 8.5       | 中日      | 9.0       | 中日      | 12.5      | 中日      | 16.0      | 大洋      | 18.0      | 大洋      | 22.0      | 広島     | 25.0     |
| 6位  | 広島      | 9.0       | 広島      | 9.5       | 広島      | 13.5      | 広島      | 18.0      | 広島      | 19.5      | 広島      | 25.5      | 大洋     | 25.5     |

| 順位 | 球団               | 勝 | 敗 | 分 | 勝率 | 差   |
| 1位  | 読売ジャイアンツ   | 80 | 46 | 4  | .635 | 優勝 |
| 2位  | ヤクルトスワローズ | 62 | 58 | 10 | .517 | 15.0 |
| 3位  | 中日ドラゴンズ     | 64 | 61 | 5  | .512 | 15.5 |
| 4位  | 阪神タイガース     | 55 | 63 | 12 | .466 | 21.0 |
| 5位  | 広島東洋カープ     | 51 | 67 | 12 | .432 | 25.0 |
| 6位  | 大洋ホエールズ     | 51 | 68 | 11 | .429 | 25.5 |

### 日本シリーズ
| 日付                                 | 試合   | ビジター球団（先攻） | スコア | ホーム球団（後攻） | 開催球場     |
| ------------------------------------ | ------ | -------------------- | ------ | ------------------ | ------------ |
| 10月22日（土）                       | 第1戦  | 読売ジャイアンツ     | 2 - 7  | 阪急ブレーブス     | 阪急西宮球場 |
| 10月23日（日）                       | 第2戦  | 読売ジャイアンツ     | 0 - 3  | 阪急ブレーブス     | 阪急西宮球場 |
| 10月24日（月）                       | 移動日 | 移動日               | 移動日 | 移動日             | 移動日       |
| 10月25日（火）                       | 第3戦  | 阪急ブレーブス       | 2 - 5  | 読売ジャイアンツ   | 後楽園球場   |
| 10月26日（水）                       | 第4戦  | 阪急ブレーブス       | 5 - 2  | 読売ジャイアンツ   | 後楽園球場   |
| 10月27日（木）                       | 第5戦  | 阪急ブレーブス       | 6 - 3  | 読売ジャイアンツ   | 後楽園球場   |
| 優勝：阪急ブレーブス（3年連続3回目） |        |                      |        |                    |              |

## オールスターゲーム1977
- 選出選手及びスタッフ

| ポジション | 名前     | 選出回数 |
| ---------- | -------- | -------- |
| 監督       | 長嶋茂雄 |          |
| 投手       | 小林繁   | 2        |
| 投手       | 新浦寿夫 | 2        |
| 捕手       | 吉田孝司 | 2        |
| 一塁手     | 王貞治   | 18       |
| 三塁手     | 高田繁   | 8        |
| 遊撃手     | 河埜和正 | 初       |
| 外野手     | 柳田真宏 | 初       |
| 外野手     | 柴田勲   | 11       |
| 外野手     | 張本勲   | 18       |

- 太字はファン投票で選ばれた選手。取消線は出場辞退した選手。

## できごと
- 1月21日
  - デービー・ジョンソンの退団が正式に決まった。
- 9月3日
  - 王貞治が後楽園球場での対ヤクルト23回戦の3回裏に鈴木康二朗から40号本塁打を放ち、ハンク・アーロンのMLB本塁打記録を上回る通算756号本塁打[4][5]。また、張本勲がこの試合の8回裏に22号本塁打を放ち、プロ通算1500打点を達成[6]。

## 表彰選手
- 最優秀選手：王貞治（2年連続9度目）
- 本塁打王：王貞治（50本、2年連続15度目）
- 打点王：王貞治（124打点、7年連続12度目）
- 盗塁王：柴田勲（34盗塁、5年ぶり5度目）
- 最多出塁数：王貞治（272個、11年連続11度目）
- 最優秀防御率：新浦寿夫（2.32、初受賞）
- 最高勝率：新浦寿夫（.786、初受賞）
- 沢村賞：小林繁（初受賞）
- ベストナイン：

小林繁（投手、初受賞）
王貞治（一塁手、16年連続16度目）
- ダイヤモンドグラブ賞：

堀内恒夫（投手、6年連続6度目）
王貞治（一塁手、6年連続6度目）
高田繁（三塁手、2年連続2度目）
柴田勲（外野手、2年連続5度目）
- カムバック賞：浅野啓司

## ドラフト
| 順位 | 選手名     | 守備   | 所属           | 結果 |
| ---- | ---------- | ------ | -------------- | ---- |
| 1位  | 山倉和博   | 捕手   | 早稲田大学     | 入団 |
| 2位  | 木下透     | 投手   | 和歌山・田辺高 | 入団 |
| 3位  | 曽田康二   | 投手   | 日本通運       | 拒否 |
| 4位  | 鈴木伸良   | 投手   | 名古屋電気高   | 入団 |
| 5位  | 鈴木康友   | 内野手 | 天理高         | 入団 |
| 6位  | 島本啓次郎 | 外野手 | 法政大学       | 入団 |